# فرات(VI)
فرات (VI) آنیون معدنی با فرمول شیمیایی [FeO۴]۲- است. این ماده حساس به نور است، رنگ بنفش کم رنگی به ترکیبات و محلول‌های حاوی آن می‌دهد و یکی از قوی‌ترین گونه‌های اکسید کننده پایدار در آب شناخته شده‌است. اگرچه به عنوان یک پایه ضعیف طبقه‌بندی می‌شود، محلول‌های غلیظ حاوی فرات (VI) خورنده بوده و به پوست حمله می‌کنند و فقط در پی‌اچ بالا پایدار هستند.

## سنتز
نمک‌های فرات (VI) با اکسید کردن آهن در محیط آبی با عوامل اکسید کننده قوی در شرایط قلیایی یا در حالت جامد با حرارت دادن مخلوطی از براده‌های آهن و پتاسیم نیترات پودر شده تشکیل می‌شوند.
به عنوان مثال، فرات‌ها با حرارت دادن آهن(III) هیدروکسید با سدیم هیپوکلریت در محلول قلیایی تولید می‌شوند:
۲ Fe(OH)
۳ + ۳ OCl−
 + ۴  OH− → ۲ [FeO
۴]
۲- + ۵H
۲O + ۳ Cl−

آنیون معمولاً به صورت نمک باریم(II) رسوب می‌کند و باریم فرات را تشکیل می‌دهد.

## کاربردها
فرات‌ها ضدعفونی کننده‌های عالی هستند و می‌توانند ویروس‌ها را از بین ببرند و تخریب کنند. آن‌ها همچنین به عنوان مواد شیمیایی مورد استفاده در تصفیه آب محسوب می‌شوند که با محیط زیست سازگار هستند، زیرا محصول جانبی اکسایش فرات، آهن(III) نسبتاً بی خطر است.
سدیم فرات (Na
۲FeO
۴) یک واکنشگر مفید با گزینش‌پذیری خوب است و در محلول آبی با pH بالا پایدار است. در محلول آبی اشباع شده با سدیم هیدروکسید محلول باقی می‌ماند.